# 한국노동사회연구소
한국노동사회연구소(Korea Labour & Society Institue)는 노동운동의 대표적 싱크탱크 가운데 하나로 1995년 4월 28일 창립되었다. 초대 임원진은 이사장 김진균 (서울대 교수), 소장 김금수(전 한국노동교육협회 대표), 부소장 이원보(전 섬유노련 정책국장)로 구성되었다. 노동운동을 위한 연구, 교육, 출판 활동을 하며, 월간지로 노동사회를 내고 있다. 한국노동사회연구소의 전신은 1986년 4월 26일 설립된 한국노동교육협회다. 창립 당시 서울시 중구 회현동에 위치했다가 2013년 서울시 마포구 공덕동으로 옮겼다. 2015년 7월 현재 이사장 이원보(전 중앙노동위원회 위원장), 소장 노광표(전 한국노동사회연구소 부소장)가 임원진을 맡고 있으며, 김유선 선임연구위원등이 비정규직, 최저임금 등 노동정책을 연구하고 있다. 2017년 3월에서 4월까지 수요일마다 노조간부를 위한 경제특강을 독일사회민주당 싱크탱크인 프리드리히 에버트재단의 후원을 받아 주최하였다. 불평등, 경제성장, 노동, 금융, 경제민주화, 사회적 경제에 걸친 주제를 연구하는 학자들이 노동조합 활동가 및 조합원들과 같이 공부하는 시간이었다.

외부 링크
- 한국노동사회연구소 공식 웹사이트